# III созыв Вологодской городской думы (1999—2003)
III созыв депутатов Совета самоуправления города Вологды (Вологодской городской Думы) избран на очередных выборах 19 декабря 1999 года. Выборы состоялись только в 15 избирательных округах. Срок полномочий в соответствии с Уставом города - четыре года. Выборы проводились по одномандатным округам. 
На первой сессии председателем был избран Александр Лукичев. На той же сессии Совет самоуправления был переименован в Вологодскую городскую Думу.
26 марта 2000 года состоялись повторные выборы в 15 округах.
18 октября 2001 года в Вологодской городской Думе была создана первая партийная фракция: первой партией, создавшей фракцию стал СПС, в момент создания в неё вошло семеро депутатов, что стало первым случаем создания фракции этой партии в органе городского самоуправления. До конца работы созыва были созданы ещё две фракции: СДПР и сямженского землячества, причём фракцию СДПР возглавил председатель Думы Александр Лукичев.

## Список депутатов
- Авдуевский, Александр Юрьевич
- Банщиков, Михаил Константинович
- Вавилов, Виктор Владимирович
- Волосков, Александр Яковлевич
- Зарецкий, Михаил Давыдович
- Злобин, Валерий Игоревич
- Игнатюк, Валерий Иванович
- Карамышева, Татьяна Николаевна
- Копылов, Вадим Стефанович
- Кундина, Людмила Борисовна
- Литвин, Александр Николаевич
- Литвинов, Игорь Андреевич
- Лукинский, Юрий Викторович
- Лукичев, Александр Николаевич
- Лунев, Николай Иванович
- Маркевич, Юрий Николаевич
- Михайлов, Владимир Владимирович
- Николаев, Сергей Борисович
- Оконешников, Владимир Георгиевич
- Осколков, Анатолий Михайлович
- Перов, Евгений Викторович
- Петухова, Нина Фёдоровна
- Пресников, Владимир Николаевич
- Селяков, Александр Николаевич
- Смирнов, Василий Гендригович
- Соколов, Николай Владимирович
- Стариков, Евгений Алексеевич
- Степанов, Игорь Васильевич
- Федин, Вадим Петрович
- Шамгин, Анатолий Алексеевич